# Gõ kiến nhỏ nâu xám
Gõ kiến nhỏ nâu xám (Dendrocopos canicapillus) là loài chim thuộc họ Gõ kiến. Loài này phân bố ở Bangladesh, Bhutan, Campuchia, Trung Quốc, Ấn Độ, Indonesia, Triều Tiên, Hàn Quốc, Lào, Malaysia, Myanmar, Nepal, Pakistan, Nga, Đài Loan, Thái Lan và Việt Nam. Môi trường sống tự nhiên của chúng là các khu rừng rừng thấp và ẩm, rừng ngập mặn cũng như rừng núi đá ẩm, nhiệt đới và cận nhiệt đới.

## Hình ảnh

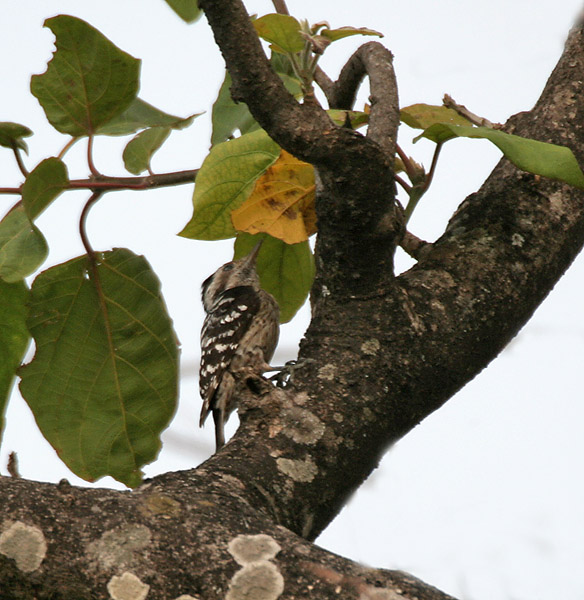
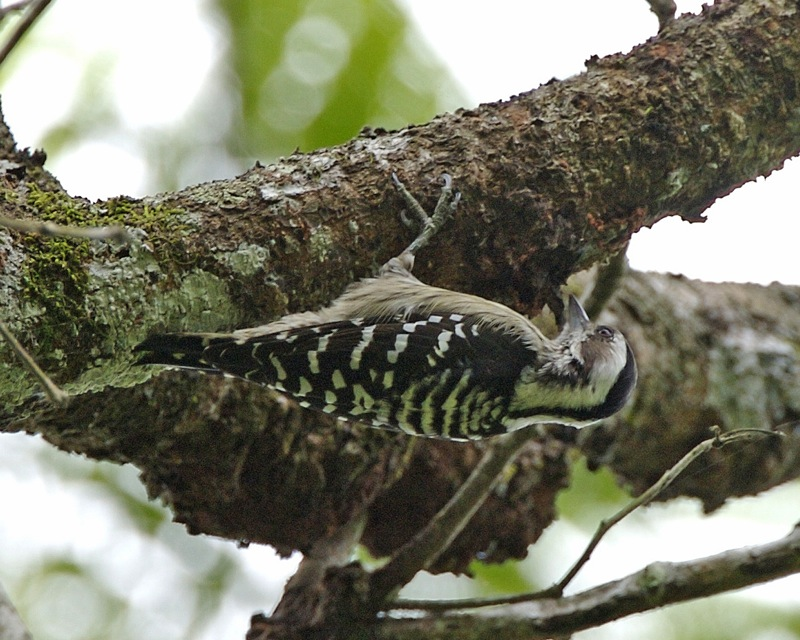
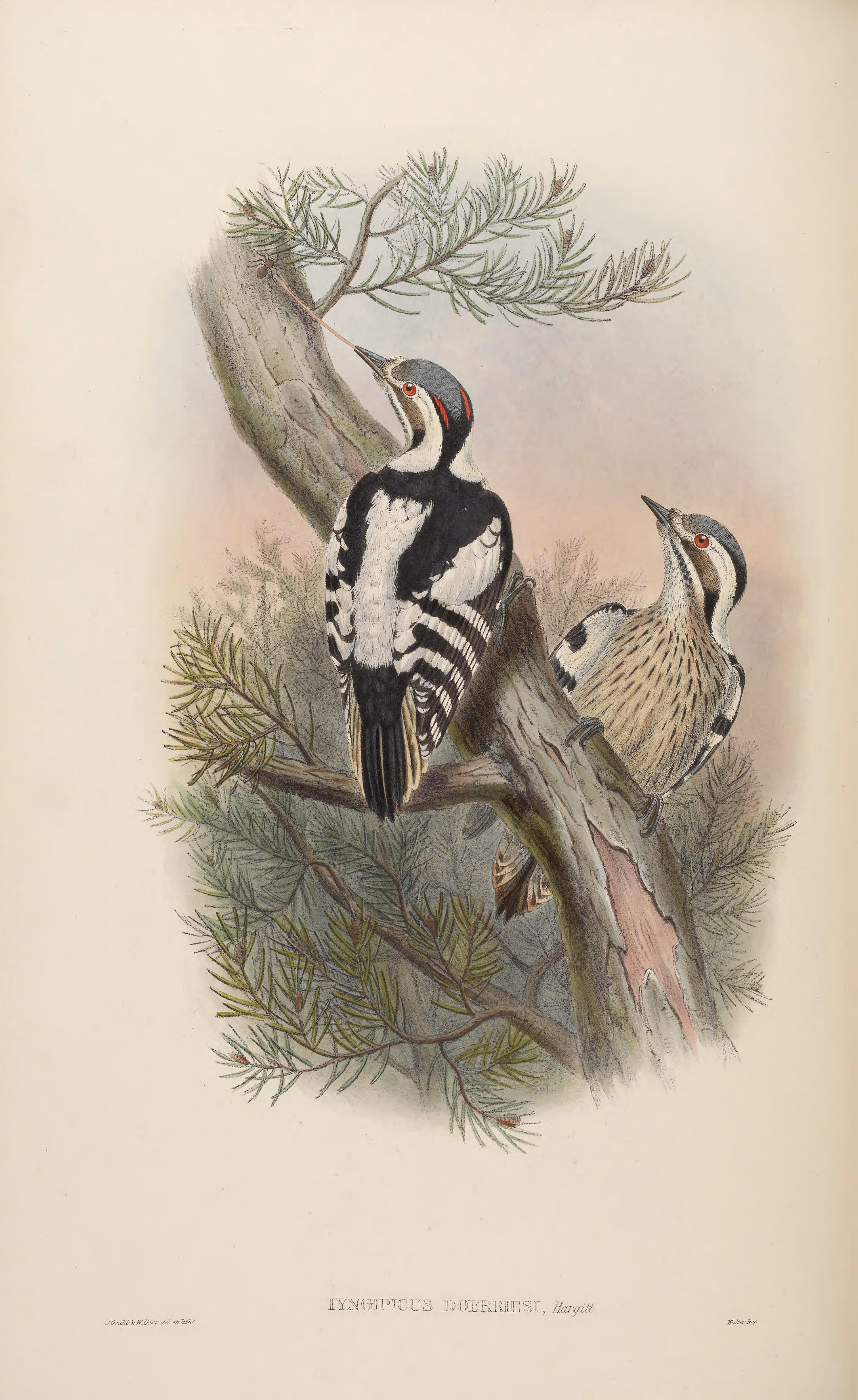
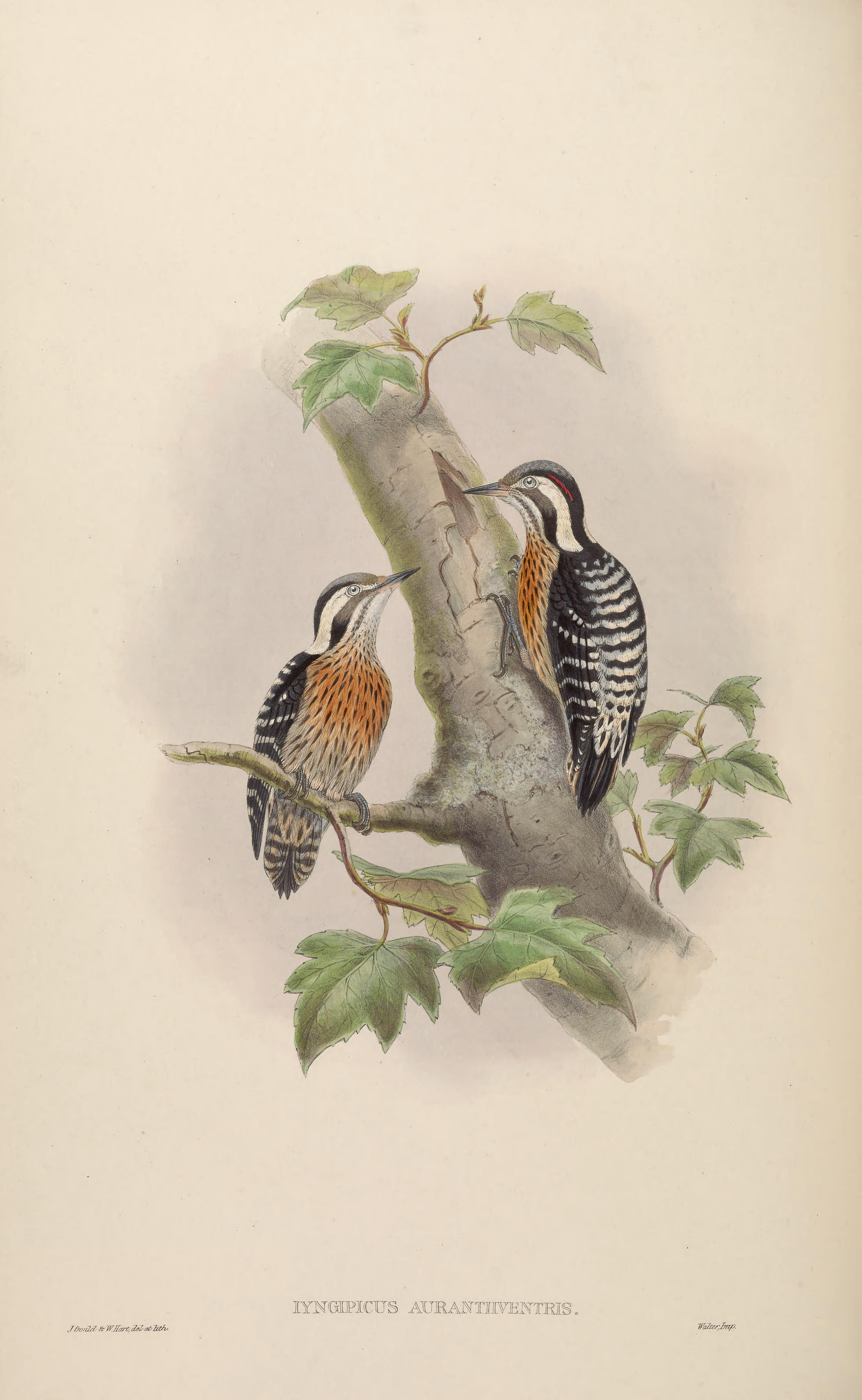